# هينريش غرايف
هينريش غرايف (بالألمانية: Heinrich Greif)‏ هو كاتب وممثل ألماني، ولد في 11 مارس 1907 في درسدن في ألمانيا، وتوفي في 16 يوليو 1946 في برلين في ألمانيا.

## وصلات خارجية
- هينريش غرايف على موقع IMDb (الإنجليزية)
- هينريش غرايف على موقع قاعدة بيانات الفيلم (الإنجليزية)